# Yunus Emre Konak
Yunus Emre Konak (Batman, 10 gennaio 2006) è un calciatore turco, centrocampista del Brentford.

## Carriera

### Club
Konak è cresciuto nel settore giovanile del Sivasspor, con cui ha firmato il primo contratto professionistico nel marzo del 2023. Ha debuttato in prima squadra il 13 agosto seguente nell'incontro di Süper Lig pareggiato 1-1 contro il Samsunspor.
L'11 gennaio 2024 è stato acquistato a titolo definitivo dal Brentford.

### Nazionale
Nel 2018 ha giocato con la nazionale turca Under-18 ed Under-21.

## Statistiche

### Presenze e reti nei club
Statistiche aggiornate al 23 novembre 2024.
| Stagione        | Squadra         | Campionato      | Campionato | Campionato | Coppe nazionali | Coppe nazionali | Coppe nazionali | Coppe continentali | Coppe continentali | Coppe continentali | Altre coppe | Altre coppe | Altre coppe | Totale | Totale | Totale |
| Stagione        | Squadra         | Comp            | Pres       | Reti       | Comp            | Pres            | Reti            | Comp               | Pres               | Reti               | Comp        | Pres        | Reti        | Pres   | Reti   |        |
| --------------- | --------------- | --------------- | ---------- | ---------- | --------------- | --------------- | --------------- | ------------------ | ------------------ | ------------------ | ----------- | ----------- | ----------- | ------ | ------ | ------ |
| 2023-gen. 2024  | Sivasspor       | SL              | 17         | 0          | CT              | 0               | 0               | -                  | -                  | -                  | -           | -           | -           | 17     | 0      |        |
| gen.-giu. 2024  | Brentford       | PL              | 0          | 0          | FACup+CdL       | 0               | 0               | -                  | -                  | -                  | -           | -           | -           | 0      | 0      |        |
| 2024-2025       | Brentford       | PL              | 5          | 0          | FACup+CdL       | 0+2             | 0               | -                  | -                  | -                  | -           | -           | -           | 7      | 0      |        |
| Totale carriera | Totale carriera | Totale carriera | 22         | 0          |                 | 2               | 0               |                    | -                  | -                  |             | -           | -           | 24     | 0      |        |